# Ератив
Ерати́в (лат. errativus, від errare — «помилятися») або какогра́фія (від дав.-гр. κακός — «поганий» + γράφω — «пишу») — слово або вираз, навмисно перекручені носієм мови, що володіє літературною нормою. Еративи можна розділити на первинні й вторинні. Первинний ератив спотворює письмову норму, відтворюючи усну форму слова («як чуєцця, так і пишицця»). Вторинні еративи являють собою звичайно важковимовну гіперкорекцію (надмірне викривлення) первинного ератива.
Ще до появи Інтернету ератив уживався в літературних текстах з різною метою, зокрема для реалізації прийому бурлеску.

## Приклади
- «Mortal Kombat», серія комп'ютерних ігор, використовує помилкове написання слова combat (з англ. — «битва»)
- «Kamelot», американський рок-гурт, використовує неправильне написання слова Camelot («Камелот»)
- «Акелла», компанія по виробництву комп'ютерних ігор, використовує викривлене ім'я вовка Акела із «Книги джунглів» Редьярда Кіплінга.
- «Blu-Ray», оптичний носій, використовує помилкову орфографію слова blue («блакитний», «синій»), щоб змогти зареєструвати свою торгову марку.
- За однією з теорій, всесвітньо відомий вираз O.K. походить від вимови абревіатури виразу «oll korrect», неправильного написання фрази all correct («все правильно»).